# بلايرفيلي
بلايرفيلي (بالفرنسية: Blairville)‏ هي بلدية تقع في إقليم باد كاليه من منطقة نور با دو كاليه في شمال فرنسا. تبلغ مساحة هذه المدينة 4.6 (كم²)، وترتفع عن سطح البحر 115 م، يبلغ عدد سكانها 300 نسمة حسب إحصاء المعهد الوطني للإحصاء والدراسات الاقتصادية سنة 2009 م. وترأس Daniel Deruy البلدية خلال فترة (2008-2014).